# Blériot V
Pour les articles homonymes, voir Blériot.
Le Blériot V était un avion français construit par Louis Blériot. 
Premier monoplan conçu avec un plan canard, le Blériot V est construit en janvier 1907, par Louis Blériot. Il tente d'abord de le faire voler à Bagatelle en mars, mais sans succès. Les tentatives restent vaines jusqu'à ce que Blériot augmente la surface des ailes. Le 5 avril 1907, l'avion fait son premier bond, et il en enchaîne d'autres dans les jours qui suivent. 

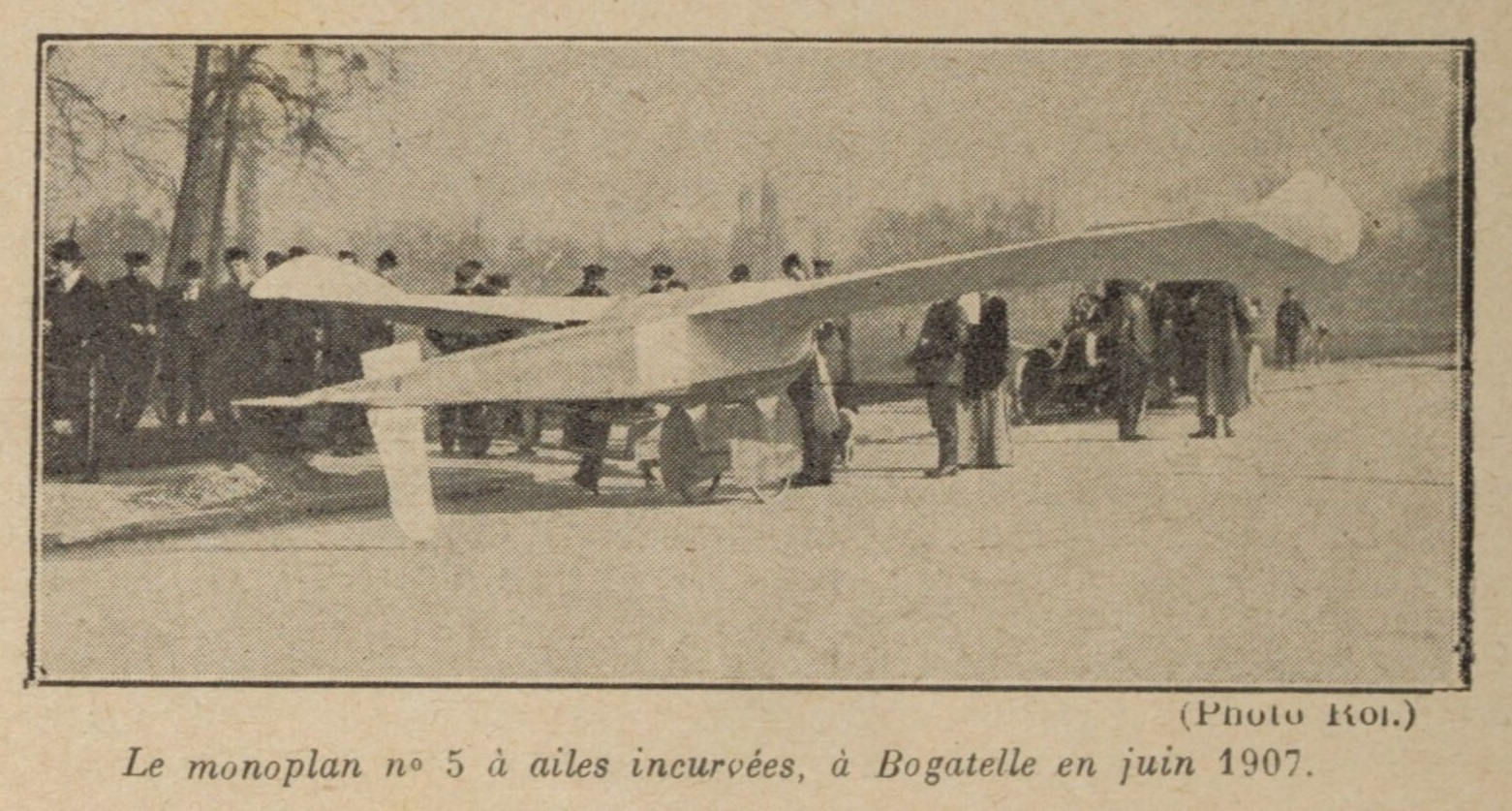
Autre vue du Blériot V

Le 19 avril, il s'écrase et a subi des dommages irréversibles. Il ne sera construit qu'à un seul exemplaire.